# Medalha comemorativa de comissões de serviço especiais
A Medalha Comemorativa de Comissões de Serviço Especiais das Forças Armadas Portuguesas, criada a 28 de Maio de 1946, destina-se a galardoar os militares que, integrando ou não forças constituídas, nacionais ou multinacionais, tenham cumprido missões de serviço no estrangeiro.
Inicialmente, esta condecoração estava integrada na Medalha Comemorativa das Campanhas das Forças Armadas Portuguesas de 1946, diferindo na fita, branca com orlas vermelha, e atribuída "nos casos em que se trate de simples expedições ou acções de qualquer natureza em que as circunstâncias não tenham exigido a realização de operações de guerra" (Art. 43.º dos Regulamentos de 1946).
Esta medalha é atribuída aos soldados e marinheiros que participam em forças multinacionais no âmbito da OTAN, da ONU e da UE, assim como em cooperações técnico-militares.

## Distintivo
Embora a partir de 1971, haja uma efectiva distinção entre a MEDALHA DE COMISSÕES DE SERVIÇO ESPECIAIS & a MEDALHA DE CAMPANHAS, o desenho de ambas é o mesmo, alterando-se apenas as cores na fita. Nesta, a fita é branca, orlada de vermelho.
O desenho, desde 2002, é o seguinte:
Anverso: emblema nacional rodeado de um listel circular com a legenda «CAMPANHAS E COMISSÕES ESPECIAIS DAS FORÇAS ARMADAS PORTUGUESAS», em letras de tipo elzevir, maiúsculas, a legenda cercada de duas vergônteas de louro, frutadas e atadas nos topos proximais com um laço largo; encimando este conjunto, uma coroa mural de cinco torres.
Reverso: disco tendo, na parte superior, uma Bandeira Nacional; sobrepostas a ela, e medindo quase todo o diâmetro, as figuras de um soldado do Exército, à dextra, um soldado da Força Aérea, ao centro, e um marinheiro da Armada, à sinistra, de pé e firmados num pedestal; o disco rodeado da legenda «ESTE REINO É OBRA DE SOLDADOS», frase de Joaquim Augusto Mouzinho de Albuquerque na sua carta ao Príncipe Real D. Luís Filipe, em letras de tipo elzevir, maiúsculas, num listel circular, rematado inferiormente por um laço largo; encimando este conjunto, uma coroa mural idêntica à do anverso.